# Armonia jazz

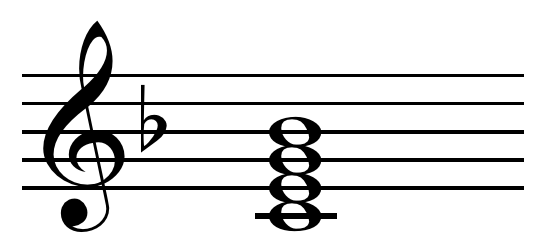
Settimo accordo dominante di Do: Do^{7}.

L'armonia jazz è la teoria e la pratica di come gli accordi sono utilizzati nella musica jazz.

## Descrizione
Il jazz presenta alcune somiglianze con altre pratiche della tradizione dell'armonia occidentale, come molte progressioni di accordi e l'incorporazione delle scale maggiore e minore come base per la costruzione corale. Nel jazz gli accordi sono spesso disposti verticalmente in terze maggiori o minori, sebbene siano abbastanza comuni anche quarte sovrapposte. Inoltre, la musica jazz tende a favorire certe progressioni armoniche e include l'aggiunta di tensioni, intervalli come di 9°, 11° e 13° agli accordi. Inoltre, le scale uniche dello stile sono utilizzate come base di molti elementi armonici presenti nel jazz. L'armonia jazz è notevole per l'uso degli accordi di settima come unità armonica di base più spesso delle triadi, come nella musica classica. Nelle parole di Robert Rawlins e Nor Eddine Bahha, "gli accordi di settima forniscono gli elementi costitutivi dell'armonia jazz".
Il pianoforte e la chitarra sono i due strumenti che tipicamente assicurano l'armonia ad un gruppo jazz. I musicisti che suonano questi strumenti affrontano l'armonia in un contesto di improvvisazione fluido e in tempo reale come una cosa naturale. Questa è una delle più grandi sfide del jazz.
Nel contesto di una big band, l'armonia è la base per il materiale dei fiati, il contrappunto melodico e così via. Ci si aspetta che il solista improvvisatore abbia una conoscenza completa delle basi dell'armonia, così come il proprio approccio unico agli accordi e la loro relazione con le scale. Uno stile personale è composto da questi elementi costitutivi e da un concetto ritmico.
I compositori jazz usano anche l'armonia come elemento stilistico di base. L'armonia modale aperta è caratteristica della musica di McCoy Tyner, mentre il rapido spostamento dei centri chiave è un segno distintivo del periodo centrale della scrittura di John Coltrane. Horace Silver, Clare Fischer, Dave Brubeck e Bill Evans sono pianisti le cui composizioni sono più tipiche dello stile ricco di accordi associato ai pianisti-compositori. Anche Joe Henderson, Woody Shaw, Wayne Shorter e Benny Golson sono non pianisti che hanno un forte senso del ruolo dell'armonia nella struttura compositiva e nell'atmosfera. Questi compositori, tra cui anche Dizzy Gillespie e Charles Mingus, che hanno registrato raramente come pianisti, hanno una musicalità basata sugli accordi al pianoforte, anche se non si esibiscono come tastieristi.
La cadenza autentica (V-I) è la più importante sia nell'armonia classica che in quella jazz, anche se nel jazz più spesso segue un accordo ii o II che funge da predominante. Per citare Rawlins e Bahha, come sopra: "La [progressione] ii-V-I fornisce la pietra angolare dell'armonia jazz".
Il ii-V-I () può apparire in modo diverso nelle tonalità maggiori o minori, m7-dom-maj7 o m7♭5-dom♭9-minore.
Altre caratteristiche centrali dell'armonia jazz sono le riarmonizzazioni diatoniche e non diatoniche, l'aggiunta dell'accordo V7(sus4) come accordo operativo dominante e non dominante, interscambio maggiore/minore, armonia blues, dominanti secondarie, dominanti estese, risoluzione ingannevole, relativi accordi ii-V7, modulazioni dirette, uso di contrafatti, modulazioni di accordi comuni e modulazioni di accordi dominanti utilizzando progressioni ii-V.
Il bebop o lo "straight-ahead jazz", in cui vengono utilizzate solo alcune delle possibili estensioni e alterazioni, si distingue dall'armonia del free jazz, il jazz d'avanguardia o il post-bop.

## Simboli degli accordi
La pratica analitica nel Jazz riconosce quattro tipi di accordi di base, oltre agli accordi di settima diminuita. I quattro tipi di accordo di base sono maggiore, minore, minore-maggiore e dominante. Quando scritti in una tabella jazz, questi accordi possono avere alterazioni specificate tra parentesi dopo il simbolo dell'accordo. Una nota alterata è una nota che è una deviazione dal tono canonico dell'accordo.
C'è varietà nei simboli degli accordi usati nella notazione jazz. Un musicista jazz deve avere facilità negli stili di notazione alternativi utilizzati. I seguenti esempi di simboli di accordo usano il Do come tono fondamentale a scopo esemplificativo.

### Tabella jazz esemplificativa
| Simboli equivalenti |  | Toni dell'accordo nella chiave di esempio |  | Nome                                         | Ascolto |
| ------------------- |  | ----------------------------------------- |  | -------------------------------------------- | ------- |
| DoΔ, DoM7, Domaj7   |  | Do Mi Sol Si                              |  | accordo di settima maggiore                  | Play ⓘ  |
| Do7                 |  | Do Mi Sol Si♭                             |  | accordo di settima di dominante              | Play ⓘ  |
| Do-7, Dom7          |  | Do Mi♭ Sol Si♭                            |  | accordo di settima minore                    | Play ⓘ  |
| Do-Δ7, DomM7, Do⑦   |  | Do Mi♭ Sol Si                             |  | accordo di settima minore/maggiore           | Play ⓘ  |
| Do∅, Dom7♭5, Do-7♭5 |  | Do Mi♭ Sol♭ Si♭                           |  | accordo di settima semidiminuito             | Play ⓘ  |
| Dodim7, Dodim7      |  | Do Mi♭ Sol♭ Si                            |  | accordo di settima completamente diminuito   | Play ⓘ  |
| Do7sus              |  | Do Fa Sol Si♭                             |  | accordo di quarta dominante o minore sospeso | Play ⓘ  |

La maggior parte dei simboli degli accordi jazz designano quattro note. Ognuno ha tipicamente un "ruolo" come fondamentale, terza, quinta o settima, sebbene possano essere gravemente alterati e possibilmente utilizzare un'ortografia enarmonica che maschera questa identità sottostante. Ad esempio, il teorico dell'armonia jazz Jim Knapp ha suggerito che le alterazioni ♭9 e anche ♯9 funzionino nel ruolo fondamentale.
Il sistema di denominazione degli accordi jazz è deterministico quanto il compositore desidera che sia. Una regola pratica è che le alterazioni degli accordi sono incluse in uno schema solo quando l'alterazione appare nella melodia o è cruciale per l'essenza della composizione. Gli improvvisatori esperti sono in grado di fornire un vocabolario armonico idiomatico e altamente alterato anche quando i simboli degli accordi scritti non contengono alterazioni.
È possibile specificare accordi con più di quattro note. Ad esempio, l'accordo Do-Δ9 contiene le note (Do Mi♭ Sol Si Re).

## Scala minore melodica
Gran parte dell'armonia jazz si basa sulla scala minore melodica (usando solo la scala "ascendente" definita nell'armonia classica). I modi di questa scala sono la base per molta improvvisazione jazz e sono variamente chiamati come sotto, usando la chiave di Do minore come esempio:
| Tono della scala minore melodica |  | Accordo caratteristico in Do minore |  | Toni della scala (toni dell'accordo in grassetto) |  | Nome/i della scala/e                               |
| -------------------------------- |  | ----------------------------------- |  | ------------------------------------------------- |  | -------------------------------------------------- |
| I - Do                           |  | Dom(∆)                              |  | Do Re Mi♭ Fa Sol La Si                            |  | Scala minore                                       |
| II - Re                          |  | Rem7                                |  | Re Mi♭ Fa Sol La Si Do                            |  | Modo frigio ♯ 6 o dorico ♭2                        |
| III - Mi♭                        |  | Mi♭∆(♯ 5)                           |  | Mi♭ Fa Sol La Si Do Re                            |  | Modo lidio ♯ 5 o modo lidio scala aumentata        |
| IV - Fa                          |  | Fa7                                 |  | Fa Sol La Si Do Re Mi♭                            |  | Modo misolidio ♯ 4 o modo lidio scala dominante    |
| V - Sol                          |  | Sol7                                |  | Sol La Si Do Re Mi♭ Fa                            |  | Modo misolidio ♭6 o "Hindu"                        |
| VI - La                          |  | La∅                                 |  | La Si Do Re Mi♭ Fa Sol                            |  | Modo locrio ♯ 2 Scala semidiminuita                |
| VII - Si                         |  | Si7alt                              |  | Si Do Re Mi♭ Fa Sol La                            |  | Scala alterata, tono intero diminuito, o locrio ♭4 |

L'accordo di VII in particolare è ricco di alterazioni, in quanto contiene le note e le alterazioni (I, ♭9, m3/♯ 9, M3, ♭5/♯ 11, ♭13, m7), è particolarmente importante nel linguaggio armonico jazz, in particolare come un accordo di V in una chiave minore. Per il nostro esempio di Do minore, l'accordo di V è Sol7, quindi l'improvvisatore attingerebbe alla scala alterata di Sol7 (modo VII della La♭ minore melodica). Una progressione completa ii-V-i in do minore7 esteso 9 appiattito di quinta potrebbe suggerire quanto segue:
| ii |  | Re∅       |  | Re Locrio ♭2 (modo VI della scala minore melodica Fa)            |
| V  |  | Sol7(alt) |  | Scala alterata di Sol (modo VII della scala minore melodica La♭) |
| I  |  | Dom(∆)    |  | Do minore melodico (modo I della scala Do minore melodica)       |

## Esempi di accordi

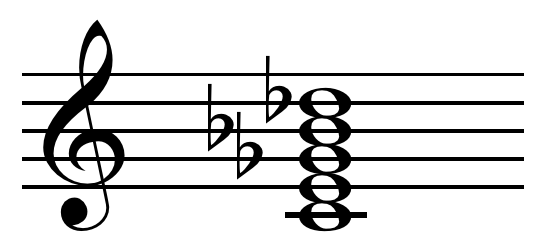
Accordo alterato di Do
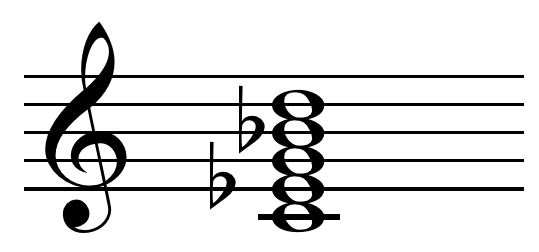
Accordo di do minore 9°, utilizzando la Sinfonia n. 5 di Sibelius.
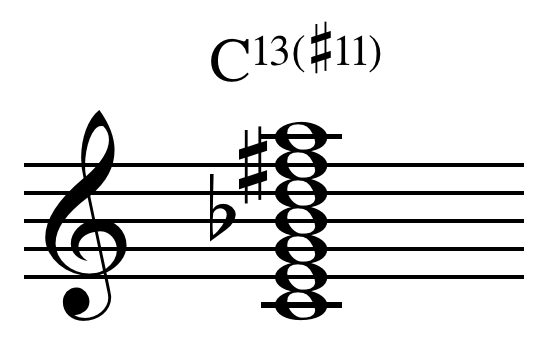
Accordo di tredicesima Do13 (diesis11).
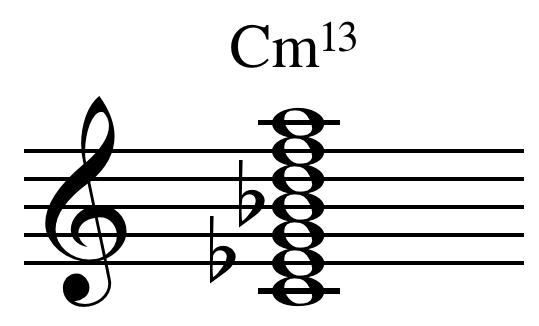
Accordo di tredicesima basato sulla triade minore
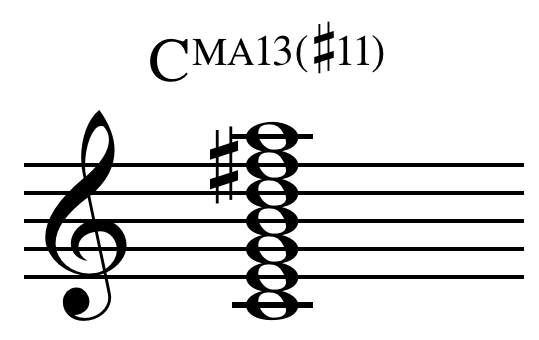
Accordo di tredicesima CMA13 (diesis11), utilizzando Sinfonia n. 5 di Sibelius.
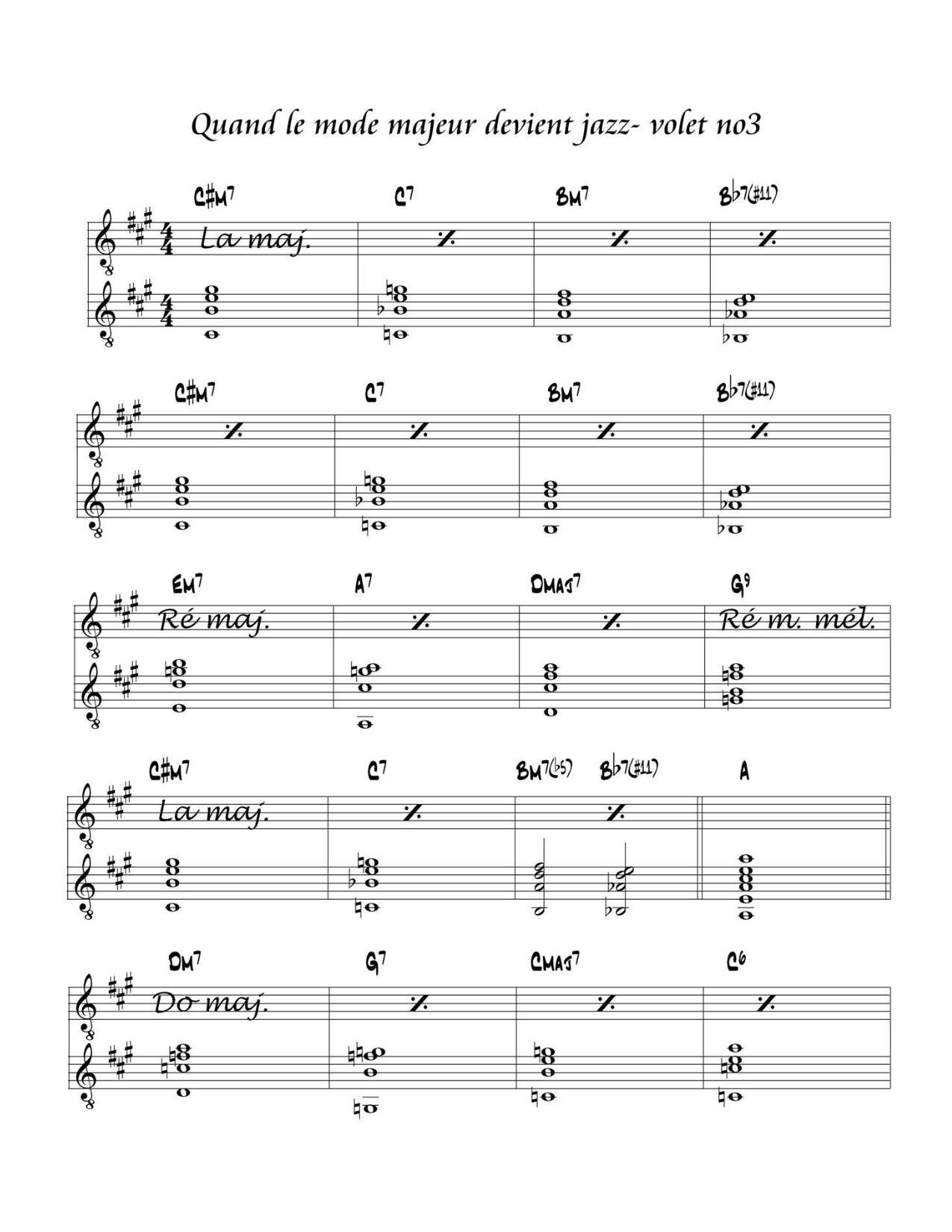
Quando la modalità maggiore diventa jazz